# Melanargia crasseantelimbata
Melanargia crasseantelimbata är en fjärilsart som beskrevs av Ruggero Verity 1953. Melanargia crasseantelimbata ingår i släktet Melanargia och familjen praktfjärilar. Inga underarter finns listade i Catalogue of Life.